# 소안항
소안항(所安港, Soan Fishing Port)은 전라남도 완도군 소안면 맹선리, 소안도 섬에 있는 어항이다. 1971년 12월 21일 국가어항으로 지정되었으며, 관리청은 해양수산부 서해어업관리단, 시설관리자는 완도군수이다.

## 연혁
- 지나는 뱃길이 마치 달이 떠오르는 길목같다 하여 '달목도', '백살까지 살기 좋은 섬'이라 하여 불렸던 '소안도'는 지도상에서 보면 두 개의 섬이 이어져 있는 듯 섬 가운데가 잘록하다. 원래 북쪽은 대봉산이, 남쪽은 가학산과 부흥산이 우뚝솟은 두개의 섬이었는데, 두 섬 사이에 1km가 넘는 사주가 연결되면서 하나의 섬이 되었다.
- 섬 주민들이 다른 지역에 비하여 기개가 용맹하므로 외부인들로부터 침범을 받지 않게 되었고 이로 인하여 사람들이 100세까지 살기 좋은 곳이라 해서 '소안도'라 했다고 한다.[1]
- 소안항은 예전부터 태풍이 북상하는 경우 서 남해 일대 어장에서 조업하던 어선들이 대피해 온 항으로 1986년 기본 시설에 대한 계획을 수립하고 1990년 기본시설을 완공한 후 1991년 수치모형실험을 실시했다.[2]

## 어항구역
본 항의 어항구역은 다음과 같다.
- 수역[3]
  - 서측 돌출부 정상에서 정북으로 850m 점 (해상), 이점에서 정동으로 육지부와 연결한 선을 따라 형성된 공유수면
- 육역[4]
  - 전라남도 완도군 소안면 맹선리 371-3 10필지(상세내역은 생략)

## 특색
소안도는 전복양식을 주로 하는데 그중 독특한 거룻배들의 조업풍경이 눈길을 끈다. 동력을 사용하지 않고, 커다란 노를 저어 이동하는 거룻배는 주로 통발을 이용해 낙지나 장어를 잡는 배들로 50년이 넘는 배들이다. 소안항과 보길도 사이 앞바다는 전복양식장이 빼곡히 들어서 있다. 서·북 방파제는 낚시꾼들이 자주 찾는 곳이기도 하다. 소안항이 건설되면서 소안도를 한 바퀴 돌아 나오는 일주도로도 완성이 되어 따라가다 보면 아름다운 몽돌해안과 만날 수 있다. 잔자갈로 이루어진 해변이라 피서를 즐기기 좋다.